# Conus franklinae
Conus franklinae é uma espécie fóssil de caracol marinho, um molusco gastrópode marinho da família Conidae, os caracóis cônicos, conchas cônicas ou cones.

## Descrição
O tamanho da concha atinge 32,7 milímetros.

## Distribuição
Esta espécie marinha de caracol cônico só foi encontrada como fóssil no Neógeno da República Dominicana .